# Plagiothecium noricum
Plagiothecium noricum là một loài rêu trong họ Plagiotheciaceae. Loài này được Molendo ex Limpr. mô tả khoa học đầu tiên năm 1897.